# هوکون اندرسون
هوکون اندرسون (نروژی: Håkon Endreson; ۱۶ فوریهٔ ۱۸۹۱ – ۱۸ مارس ۱۹۷۰) ژیمناست هنری اهل نروژ بود.